# Flashback Records (Warner Music)
Flashback Records is een reissue-platenlabel, dat eerder op sublabels van de Warner Music Group uitgekomen platen opnieuw uitbrengt voor een budget-prijs. Het gaat hier om muziek in allerlei genres, zoals popmuziek, rockmuziek, soul, rap en country. Het label werd opgericht in 1997 en is gevestigd in Burbank. Het is een onderdeel van Rhino Records.